# 4-(3-Fosfonopropil)piperazin-2-karboksilna kiselina
4-(3-Fosfonopropil)piperazin-2-karboksilna kiselina je antagonist NMDA receptora.